# Kanton Grande-Synthe
Kanton Grande-Synthe (francouzsky Canton de Grande-Synthe) je francouzský kanton v departementu Nord v regionu Nord-Pas-de-Calais. Tvoří ho dvě obce.

## Obce kantonu
- Grande-Synthe
- Dunkerk (část)